# Залесье (Горшеченский район)
Залесье — деревня в Горшеченском районе Курской области России. Входит в состав Старороговского сельсовета.

## География
Деревня находится в восточной части Курской области, в лесостепной зоне, в пределах юго-западной части Среднерусской возвышенности, вблизи административной границы с Белгородской областью, на расстоянии примерно 8 километров (по прямой) к юго-юго-западу (SSW) от посёлка городского типа Горшечное, административного центра района. Абсолютная высота — 216 метров над уровнем моря.
Часовой пояс
Деревня Залесье, как и вся Курская область, находится в часовой зоне МСК (московское время). Смещение применяемого времени относительно UTC составляет +3:00.

## Население
| 2002 | 2010 |
| ---- | ---- |
| 443  | ↘333 |

Гендерный состав
По данным Всероссийской переписи населения 2010 года в гендерной структуре населения мужчины составляли 45,9 %, женщины — соответственно 54,1 %.
Национальный состав
Согласно результатам переписи 2002 года, в национальной структуре населения русские составляли 98 % из 443 чел.

## Улицы
Уличная сеть деревни состоит из пяти улиц и двух переулков.